# عزيز السيد جاسم
عزيز السيد جاسم، (1941 - ق. 1991) هو كاتب ومفكر قومي عربي من الناصرية في العراق. له كثير من الأعمال في السياسة والفكر والرواية.

## حياته
ولد عزيز الموسوي في عام 1941 بمدينة الناصرية جنوب العراق، وبدأ الكتابة في منتصف الستينات، وظهرت مقالاته في عدد من المجلات منها الأقلام، والمثقف العربي، وجمعت أغلبها في كتابه دراسات نقدية الذي صدر عام 1969، تميزت كتاباته بعمق فلسفي.
```
أكمل عزيز السيد جاسم دراسته الابتدائية في قرية الغازية، ومن ثم انتقل إلى الناصرية ليكمل فيها دراسة الإعدادية، ولكنه كان يرجع في أثناء العطلة الصيفية إلى الغازية، ليعمل في طاحونة ومعمل للثلج وفي أثناء ذلك انتظم إلى تنظيمات 
الحزب الشيوعي
، وهو في الخامسة عشرة من عمره، واستطاع أن ينظم أصدقاءه الشباب في مدينة النصر لهذا التنظيم، كان عزيز السيد جاسم كثير المطالعة في هذه الفترة إذ استطاع الاطلاع على 
الفكر الماركسي
، فضلا عن مؤلفات مشاهير الكتاب الغربيين أمثال 
فولتير
 و 
جان جاك روسو
 وغيرهم وفي الوقت نفسه لم يمنعه الانشغال بالفكر الماركسي من قراءة كتب التاريخ والأدب العربي والإسلامي، الأمر الذي جعله يكتنز علما وثقافة واسعين، مما سهل عليه استقطاب الشباب أمثاله وقد مكنه هذا الأمر من لعب دور المحرض والقائد للشباب، فأودع السجن مرات عدة في الناصرية اثر قيادته عدد من المظاهرات للمطالبة بمستقبل أفضل، وقد بلغ هذا الدور أوجه بعد قيام ثورة 14 تموز، عندما اظهر عزيز السيد جاسم مقدرة على الكتابة في أمور تحريض الجماهير، فضلا عن مقدرته على قيادة تلك الجماهير وتنظيمها، ولاسيما صفوف الشباب.
```

كانت كتابات عزيز السيد جاسم في تلك الفترة تركز على الهوية العربية والإسلامية للحركات التحررية العربية، مما جعله يصطدم بموقف الحزب الشيوعي الذي ينتمي إليه، وعلى اثر ذلك قرر ترك الحزب الشيوعي عام 1960، وعبثا حاول رفاقه ثنيه عن قراره هذا، فقد أصر على حرية الفكر ورفض القوالب الفكرية والأجوبة الجاهزة، مؤكدا خصوصية الوضع العربي وأصالة الفكر الإسلامي بعيدا عن المصالح الضيقة والتعصب الفئوي، ومن بين ما أثر عنه في تلك الفترة أقوالا منها:
«كل ما يدعو إلى الخير يتصل بعضه ببعض، وإن كل ما يخدم الناس يخدم الرب، وأن الجانبين الاقتصادي والسياسي للماركسية لا يتناقضان مع الإسلام، وان الاستعمار والظلم والدكتاتورية والقتل سواء.. هذه هي الحقيقة التي لا مراجعة فيها، وان الجماعات توحدها المصلحة. أما الحرية فلا توحد إلا الأحرار وكرماء النفس، وان الفكر الحر لا يعرف التأطير، وان الذهن الحر يتفتح على الدوام على الأفكار والمستجدات ويكرس طموحات وتطلعات الناس ، وإن المثقف الحقيقي مثقف حر، وبحكم ذلك فهو أكثر من سواه قدرة على معاينة ظواهر الاستعباد، وكذلك يكون أكثر من سواه إدراكاً لقيمة التوجهات السياسية التي تخدم الحرية وأكثر استبشارا بها.»
في بداية 1969 انتقل من الناصرية إلى بغداد ليلتحق بجريدة الثورة، جريدة حزب البعث الحاكم وقتها، في العراق. كان أخوه محسن الموسوي، مترجما في الجريدة. بعد سنة أو أقل أصبح عزيز السيد جاسم، رئيس تحرير مجلة الغد التي تصدر عن جريدة الثورة وأصبح متنفذا ومنظرا لحزب البعث قبل أن يصبح رئيس تحرير مجلة وعي العمال الناطقة باسم اتحاد نقابات العمال. في العام الواحد كانت تصدر له أربعة أو خمسة كتب. وفي ذلك الوقت كان الموسوي على علاقة جيدة بصدام حسين، وكان يجمعهما لقاء كل أسبوع تقريباً، وأحيانا يطلب منه صدام المجئ أكثر من مرة في الأسبوع ليكتب له وينظر له فيخرج في الأسبوع التالي كتاب جديد لعزيز السيد جاسم متضمنا وجهات نظر صدام في الحزب الشيوعي وفي الجبهة الوطنية وفي المسألة الكردية وفي الدين وفي الماركسية وفي القومية وفي موقع حزب البعث وفي قدرة الفكر البعثي على حل مشاكل العصر المعقدة.
وعقد السيد جاسم علاقةً متينةً بعبد الخالق السامرائي، مدير مكتب الثقافة والإعلام في حزب البعث والذي اعتُقل سنة 1973 وأُعدم من قبل صدام سنة 1979. وعمل كلاهما على إيحاد الجبهة الوطنية والسعي الحثيث لحل القضية الكردية وإحياء التيار الماركسي في داخل حزب البعث.أُحيل على التقاعد ضمن تصفية اليسار في الثقافة عام 1977 وفُرضت عليه ما يشبه الإقامة الجبرية ومُنعت كتبه ومن ثم منعت مقالاته في الصحف العراقية لغاية 1986 حيث بادرت جريدة العراق الكردية بنشر مقالاته عن النخيل في العراق والحسين شهيداً والشريف الرضي والحضارة والفكر.

## اعتقاله
تعرض في عهد حكم صدام حسين للاعتقال مرتين، في الأولى طلب منه النظام وبأمر من صدام حسين نفسه تأليف بعض الكتب التي لا تتماشى مع أفكاره ومبادئه مثل كتاب بعنوان "صدام حسين وصلاح الدين الأيوبي"، فتم اعتقاله مع شقيقه د. محسن الموسوي في مبنى الأمن العام، الشعبة الخامسة، مقابل القصر الأبيض. وبعد شهرين، وضع كلاهما في زنزانتين، أقدم السيد جاسم على محاولة الانتحار نقلوه اثرها إلى المستشفى. جرى نقلهما بعدها إلى ممر الشعبة المذكورة. وقد سمح له ولشقيقه خلال هذه الفترة بالتمشي في الممر بصحبة شقيقه وتحت أنظار الحراس لساعة أو ساعتين كل ليلة.

## اختفاؤه
اختفت أخباره حيث لم تنفع توسطات بعض الأدباء العراقيين والعرب من أجل إطلاق سراحه، ويعتقد أنه بقي مغيباً في سجن أبي غريب قسم الأحكام الخاصة ولم يعثر عليه أو على جثمانه حتى اليوم. وفي مقابلة متلفزة مع أخيه الدكتور محسن لبرنامج إضاءات أعلن عن احتمالية تصفيته من قبل النظام صدام حسين في نفس العام الذي اعتقلوه فيه أي 1991.

## من أعماله
- المفتون. يعتقد أنها آخر رواياته.[7]
- موسوعة الخلفاء الراشدين ، عن دار الشؤون الثقافية ببغداد 1988:

1. أبو بكر الصديق - سلطة الايمان.
2. عمر بن الخطاب - سلطة العدل .
3. عثمان بن عفان - التقي .
4. علي بن أبي طالب - سلطة الحق.

- متصوفة بغداد. طبع مرتين، الأولى صدرت عن الدار العربية للموسوعات والثانية عن المركز الثقافي العربي عام 1997 .
- تأملات في الحضارة والاغتراب. صدر عام 1987 عن دار الأندلس للطباعة والنشر والتوزيع.
- الاغتراب في حياة وشعر الشريف الرضي.
- ديالكتيك العلاقة المعقدة بين المادّية والمثاليّة.
- المجالسية في النظرية والتطبيق.
- الدليل في التنظيم.
- مسائل مرحلية في النضال العربي
- المناضل. 1972. دار الطليعة.
- حق المرأة في التحرر.
- التصوف والالتزام في شعر البياتي.
- محمد: الحقيقة العظمى. دار الأندلس، بيروت
- الرصافي الخالد.
- مقتل جمال عبد الناصر.
- الصحافة في عالم متغير.
- دراسات نقدية في الأدب.
- الإصلاح الزراعي والمسألة الفلاحية.
- رواية المناضل. دار الطليعة، بيروت
- رواية الزهر الشقي. الهيئة المصرية العامة للكتاب